# Setodes nirmala
Setodes nirmala är en nattsländeart som beskrevs av Schmid 1987. Setodes nirmala ingår i släktet Setodes och familjen långhornssländor. Inga underarter finns listade i Catalogue of Life.